# Provinz Pasco
Die Provinz Pasco liegt in der Region Pasco in Zentral-Peru. Die Provinz wurde am 27. November 1944 offiziell gegründet. Sie hat eine Fläche von 4759 km². Beim Zensus 2017 lebten 123.015 Menschen in der Provinz. 10 Jahre zuvor lag die Einwohnerzahl bei 150.717. Verwaltungssitz ist Cerro de Pasco.

## Geographische Lage
Die Provinz Pasco erstreckt sich über das Andenhochland nördlich des Junín-Sees. Sie besitzt eine Längsausdehnung in OSO-WNW-Richtung von 110 km sowie eine Breite von etwa 40 km. Die Provinz reicht im Westen bis zur peruanischen Westkordillere. Durch den Osten der Provinz verläuft die Zentralkordillere. Dort befindet sich das vergletscherte Gebirgsmassiv des 5723 m hohen Huaguruncho.
Die Provinz grenzt im Osten an die Provinz Oxapampa, im Süden an die Region Junín, im Westen an die Region Lima, im Nordwesten an die Provinz Daniel Alcides Carrión sowie im Norden an die Region Huánuco.

## Verwaltungsgliederung
Die Provinz Pasco gliedert sich in folgende 13 Distrikte. Der Distrikt Chaupimarca ist Sitz der Provinzverwaltung.
| Distrikt                            | Verwaltungssitz       |
| ----------------------------------- | --------------------- |
| Chaupimarca                         | Cerro de Pasco        |
| Huachón                             | Huachón               |
| Huariaca                            | Huariaca              |
| Huayllay                            | Huayllay              |
| Ninacaca                            | Ninacaca              |
| Pallanchacra                        | Pallanchacra          |
| Paucartambo                         | Paucartambo           |
| San Francisco de Asís de Yarusyacán | Yarusyacán            |
| Simón Bolívar                       | San Antonio de Rancas |
| Ticlacayán                          | Ticlacayán            |
| Tinyahuarco                         | Tinyahuarco           |
| Vicco                               | Vicco                 |
| Yanacancha                          | Yanacancha            |